# Адільс
Адільс — напівлегендарний конунг свеїв з династії Інґлінґів (Скільфінґів), якого ототожнюють з Еадґільсом, одним із персонажів поеми «Беовульф».

## У «Сазі про Інґлінґів»
Адільс був сином Оттара Вендельского Ворона. В одному з набігів на Країну Саксів він захопив рабиню на ім'я Ірса й одружився з нею. Пізніше її захопив у набізі Гельґі, конунг Глейдра, й забрав із собою. Ірса народила Гельґі сина, Грольва Жердинку. Коли Грольвові було три роки, Ірса дізналась, що вона насправді донька Гельґі; після цього вона повернулась до Швеції до Адільса.
Адільс розбив конунга Уппланду Алі на льоді озера Венерн. Саґа згадує також про похід Грольва Жердинки на Уппсалу, під час якого Грольв «сіяв золото на Поля Фюрі».
Адільс загинув через те, що кінь скинув його головою на камінь. Його наступником став син Ейстейн.

## У «Сазі про Скьйольдунґів»
Згідно зі «Сагою про Скельдунґів», в Ірси була від Адільса дочка Скульда. Данський король Гельґо захопив Ірсу й зробив своєю наложницею, адже не знав, що це його дочка, народжена зґвалтованою ним в одному з набігів королевою саксів Олавою. Дізнавшися правду, Ірса повернулась до Адільса. Пізніше, коли Грольф Жердинка вже керував Данією, Адільс вирішив видати свою дочку заміж за Гьйорварда, конунга острова Еланд. Грольв, обурений тим, що з ним не порадились щодо шлюбу його сестри, напав на Еланд й зробив Гйерварда своїм васалом.
Тім не менш, Грольв вислав на допомогу Альвісові своїх берсерків, коли на Уппсалу напав конунг Уппланду Алі. Завдяки цій допомозі Адільс здобув перемогу, але розраховуватися за неї не став. Грольв приїхав до Уппсали сам, тут він зміг уникнути підступів Адільса й втік разом з усім золотом. конунг свеїв надіслав за ним погоню, але Грольв кидав за собою золото на Полях Фюрі, тож свеї зупинялися, аби його підійняти, й не змогли наздогнати втікача.

## У «Молодшій Едді»
Згідно з Молодшою Еддою Адільс мав видати дванадцятьом берсеркам, висланим до нього Грольвом Жердинкою, по три фунти золота кожному й три скарби на їх вибір. Берсерки обрали шолом «Бойовий Вепр», броню «Спадок Фінна» та золотий перстень «Свейська Свиня». Але Адільс нічого їм не дав. Коли Грольв сам приїхав за оплатою, Адільс намагався спалити його в будинкові, але Грольв зміг порятуватися. Після цього Ірса дала Грольвові ріг, сповнений золота, й «Свейську Свиню» та допомогла йому втекти. Все це золото той розсипав на Полях Фюрі, аби затримати погоню. Адільс особисто гнався за Грольвом.

Коли Грольв Жердинка побачив, що наближається до нього конунг Адільс, узяв він перстень, який звався Свейська Свиня, й кинув йому, й просив його прийняти як подарунок той перстень. конунг Адільс під'їхав до персня й підхопив його вістрям списа, так що перстень покотився руків'ям. Тоді Грольв Жердинка озирнувся й побачив, що той схилився. І сказав: «Змусив я свинею зігнутися наймогутнішого зі свеїв!» На цьому вони й розійшлися.
— Молодша Едда. Мова поезії, 54.

## Археологічні дані
«Сага про Інґлінґів» повідомляє, що Адільса було поховано в кургані в Уппсалі. В цьому регіоні дійсно існує три давні кургани, поховання в яких датуються кінцем V століття, початком та кінцем VI століття. Припускають, що третій з курганів — курган Адільса (два інші — кургани його діда Эґіля та прадіда Ауна Старого. Таким чином, Адільс міг жити в другій половині VI століття.